# Trolleybus

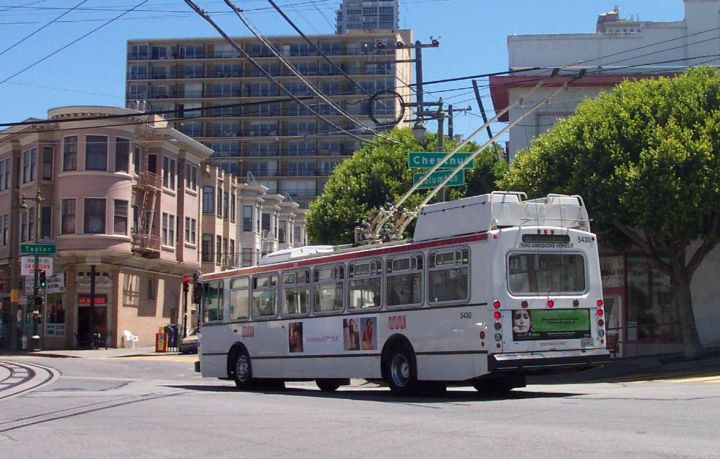
Trolleybus in San Francisco (VS)

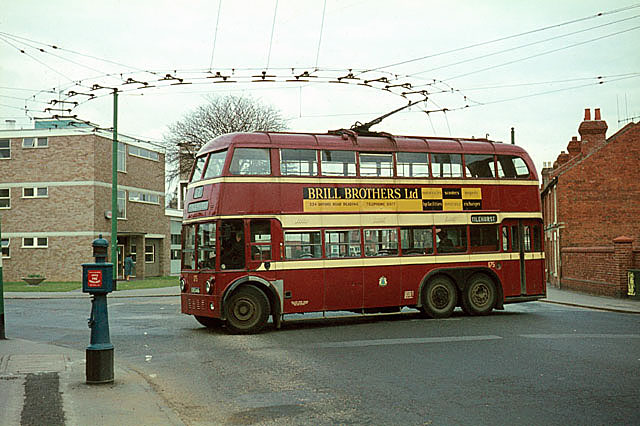
Dubbeldeksbus bij een lus in Reading, Engeland

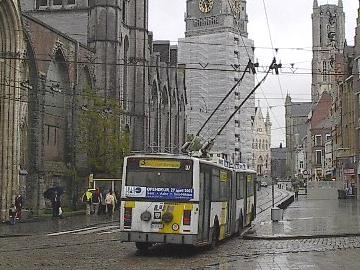
Gentse trolleybus (1989-2009). De beide stroomafnemers zijn goed zichtbaar.

Een trolleybus is een door elektromotoren aangedreven bus die van spanning voorzien wordt met behulp van een tweedraads bovenleiding.
Trolleybussen rijden op gelijkspanning. De rijdraad aan de rechterkant (trottoirzijde) is nul, de andere rijdraad is plus. Anders dan in bijvoorbeeld elektrische treinen is het voertuig volkomen geïsoleerd van het voedend net.

## Voor- en nadelen
Voordelen van de trolleybus ten opzichte van de tram zijn de lagere investeringskosten en de uitwijkmogelijkheid (max. 3,5 meter). Bij een storing kan de trolleybus eventueel met behulp van een noodaggregaat verder rijden. Ook kan besloten worden om de accu in te zetten op een deel van het traject, zoals anno 2024 tussen Arnhem en Wageningen het geval is. Het voordeel ten opzichte van een gewone bus met verbrandingsmotor is het ontbreken van uitlaatgassen en motorlawaai. Een ander voordeel is dat de kosten ongeveer 10 keer lager zijn dan een tram. In heuvelachtige trajecten heeft de met een tractiemotor uitgeruste bus het voordeel dat deze bij elke snelheid het juiste koppel levert; er hoeft dus niet geschakeld te worden, een krachtig koppel wordt geleverd bij lage snelheid terwijl dit verzwakt bij hoog toerental.
Nadelen ten opzichte van een gewone bus zijn de investeringen in de bovenleiding (ongeveer 450.000 euro per kilometer) en de beeldvervuiling door de dubbele bovenleidingen. Hoewel een trolleybus meer voordelen biedt dan een tram worden ze in de praktijk vaak vergeleken met reguliere bus. Een reguliere bus is weer goedkoper dan een trolleybus. Door de vergelijking met andere bussen, wordt op den duur vaak overgestapt op reguliere bussen.

## Verspreiding

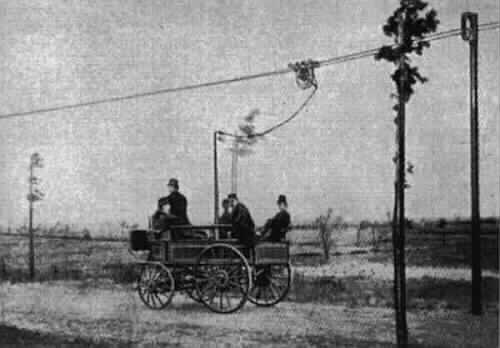
Electromote in Berlijn, 1882

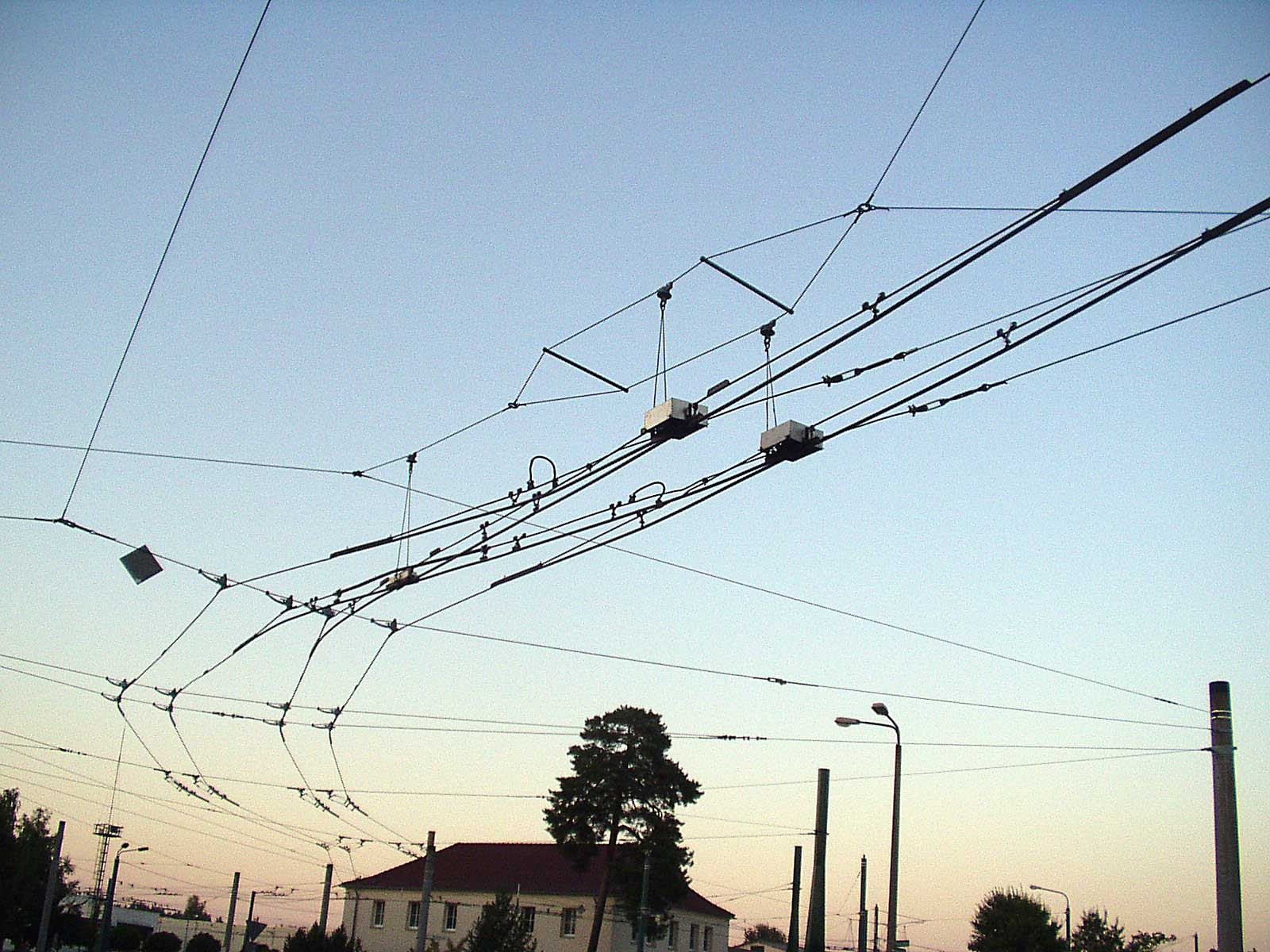
Wisselconstructie in trolleybusbovenleiding.

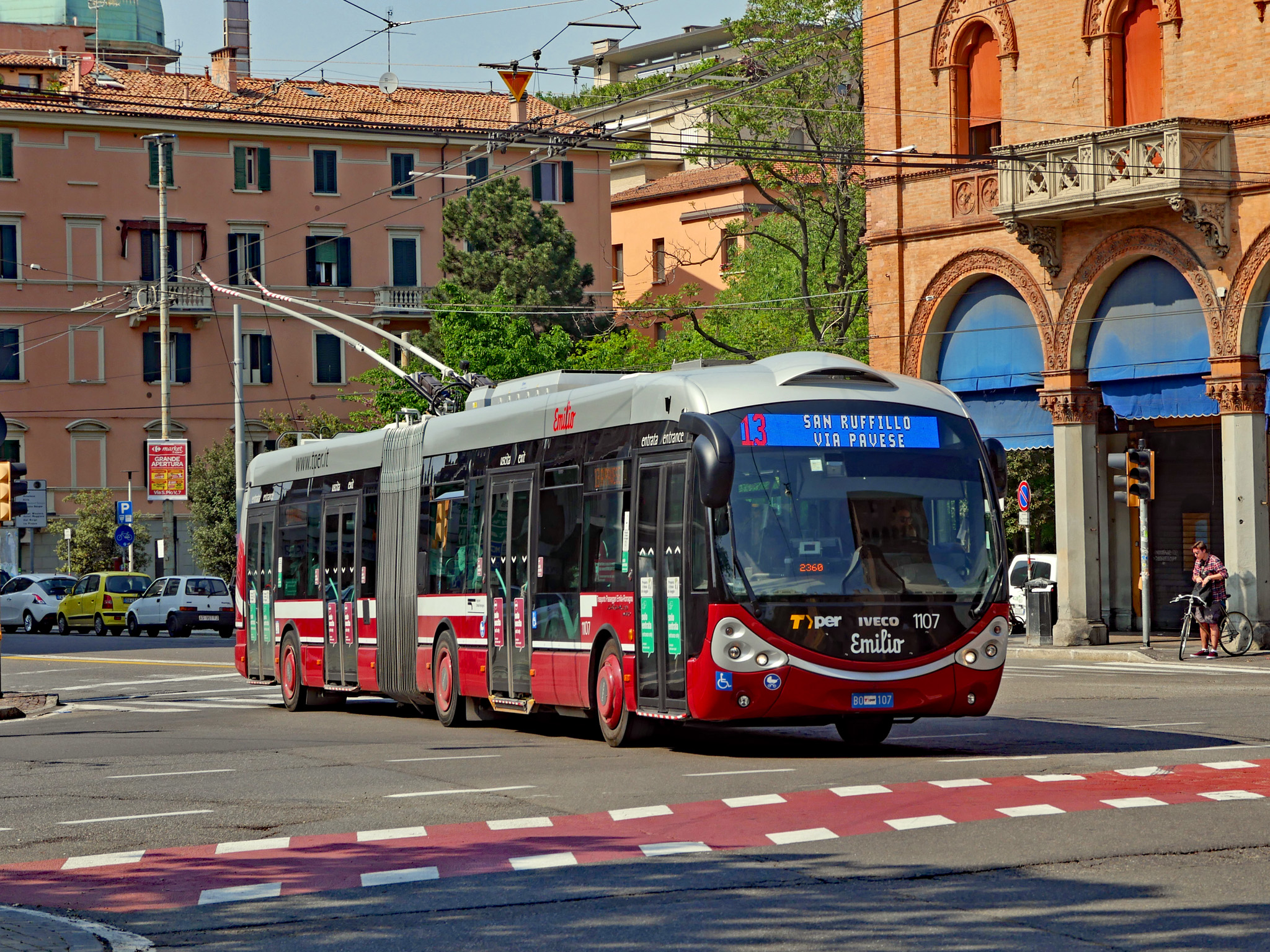
Trolleybus in Bologna, Italië.

In Europa rijden nog trolleybussen in steden als Arnhem, Solingen, Esslingen am Neckar, Eberswalde, Salzburg, Linz, Bologna, Milaan, Napels, La Spezia, Lyon, Limoges, Nancy, Saint-Étienne, Pilsen, Boedapest en Athene.
In Rome kwam in 2005 een nieuwe trolleybuslijn (lijn 90) tussen het station Termini en Labia. Hierbij wordt  in het stadscentrum geen bovenleiding gebruikt en op een hulpaggregaat gereden.
In twaalf Zwitserse steden zijn eveneens trolleybussen aan te treffen, zoals in Bern, Zürich, Schaffhausen, Sankt Gallen, Luzern, Neuchâtel, Montreux/Vevey, Lausanne, Genève, Fribourg (duo-bussen), Biel en Winterthur. Opgeheven zijn trolleybussen in Lugano (2001), Basel (2008) en La Chaux-de-Fonds (2014).
In Centraal- en Oost-Europa zijn in zeer veel steden nog trolleybussen te vinden. 
De langste trolleybuslijn is te vinden op de Krim, en is 86 km. lang.
De Trolleybus van Londen, die bestond van 1931-1962, was veruit het grootste trolleybusnet van de wereld en had op het hoogtepunt bijna 1900 trolleybussen in dienst. Er waren 74 lijnen en daarvan reden er 7 dag en nacht. Het totale net was 376 kilometer lang.

## België
In België werden drie trolleybedrijven geopend. Antwerpen kreeg de trolley in 1929. In de in het Maasdal gelegen stad Luik kwam de trolleybus in 1930. Het net werd al gauw uitgebreid, waardoor Luik binnen de kortste keren het grootste trolleybedrijf van Europa had. Brussel opende in 1939 zijn enige trolleylijn die het Vlaamse dorpje Machelen met het Brusselse stadsdeel Vorst verbond.
Uiteindelijk verdween de trolleybus vanwege het toegenomen autoverkeer helemaal. In 1964 in Antwerpen en Brussel en in 1971 in Luik. Dit was echter nog niet het einde, Gent kreeg in 1989 een volledig nieuwe trolleybuslijn (lijn 3). Gedurende het volledige bestaan van deze lijn was Gent de enige stad van België met een trolleybus. Op 14 juni 2009 reed deze bus zijn laatste rit.

## Nederland

### Opkomst
De eerste trolleybus in Nederland reed als proef in Groningen, tussen de Kraneweg en de Meeuwerderweg. In 1928 werd de proef als geslaagd beschouwd en in 1949 werden de overgebleven tramlijnen 1 en 3 in Groningen omgezet in trolleylijnen naar het Noorderstation en de wijk Helpman.
In Arnhem werd tijdens de Slag om Arnhem in september 1944 de complete tramremise vernield. Het vooroorlogse plan om het tramnet door trolleys te vervangen kwam in een stroomversnelling. Op 5 september 1949 werd de eerste trolleylijn geopend. Het geplande basisnet verbond de stad met de wijken Geitenkamp, Hoogkamp, Alteveer, 't Broek (Arnhem-noord) en Malburgen (Arnhem-Zuid) alsmede met de voorsteden Velp en Oosterbeek.
Aan het eind van de Tweede Wereldoorlog werd ook in Rotterdam de inzet van trolleybussen voorbereid. Hiervoor werd in de Maastunnel bovenleiding aangebracht en werden bussen omgebouwd. Tot exploitatie kwam het echter niet. De koperen leidingen werden na de bevrijding in 1945 gebruikt voor herstel van trambovenleidingen.
In Nijmegen begon de trolleybus in 1952 te rijden op lijn 1, ter vervanging van de tram. In 1957 kwam lijn 4 er bij. In die tijd waren alle Nederlandse trolleybussen van BUT-Verheul.
Zowel voor Amsterdam-Noord (waar geen trams rijden) als voor de verbinding Nieuwegein-Utrecht hebben in de jaren zeventig plannen bestaan voor inzet van trolleybussen. Bij de laatste verbinding betrof het een afweging tussen tram, trein of trolleybus; de keuze viel daar op de tram.
In deze periode werd de trolleybus vaak gezien als een goedkope tram die kan uitwijken. Bij alle Nederlandse trolleysteden was er sprake van de omzetting van tram naar trolleylijnen.

### Neergang
Door de toename van het autogebruik kreeg het openbaar vervoer in het algemeen en de trolleybus in het bijzonder het in de jaren 1960 moeilijker. De trolleybus kwam letterlijk vast te staan in het verkeer. Ook in Nederland werden, op Arnhem na, de trolleybedrijven gesloten. In Groningen op 9 november 1965 en in Nijmegen op 29 maart 1969. De sluiting van deze trolleybedrijven had mogelijk te maken met adviezen van de Duitse verkeerskundige Friedrich Lehner. Deze stond bekend als een tegenstander van de trolleybus en heeft enkele Duitse steden geadviseerd om de trolley-exploitatie te beëindigen. Ook in Nijmegen heeft Lehner geadviseerd de trolleylijnen te sluiten.
Toentertijd werd de trolleybus vaak gezien als een dure bus die door de bovenleiding gebonden was aan een vaste route.

### Opleving
In de jaren 1980 ontstond er een ware trolleyopleving: er werden nieuwe trolleybedrijven geopend (bijvoorbeeld in Nancy) en bij bestaande trolleybedrijven werden nieuwe lijnen geopend. Nadat de trolleybus in Arnhem dreigde te worden opgeheven, beleefde het bedrijf sindsdien een grote opleving. Lijn 3 werd naar Het Duifje verlengd, lijn 9 naar De Laar-West getrolleyficeerd, lijn 5 heropend en naar Arnhem-Zuid doorgetrokken, lijn 7 naar Rijkerswoerd getrolleyficeerd, lijn 5 naar Schuytgraaf aangelegd, en ten slotte lijn 2 doorgetrokken naar de Laar-West via de Laar-Oost. Arnhem heeft omstreeks 2020 een van de grootste trolleynetwerken van West-Europa en maakt zich op voor een overgang naar Trolley 2.0, waarbij de trolley voorbij de van bovenleiding voorziene trajecten nog vele kilometers door kan rijden. Nog in maart 2019 werden twee verbouwde bussen afgeleverd waarmee proeven werden genomen.Sinds 12 mei 2024 rijdt lijn 352 als trolleybus tussen Arnhem en Oosterbeek en vandaar op batterijen naar Wageningen die aan de bovenleiding tijdens de rit worden opgeladen.  
In 2005 werd in Rome één nieuwe lijn geopend die in het centrum gebruik maakt van een aggregaat.